# سوتيريس كاتوفاس
سوتيريس كاتوفاس مواليد 10 يوليو 1979 في أثينا، هو لاعب كرة سلة يوناني. بدأ مسيرته الاحترافية في سنة 1997. يحمل الرقم 14. يبلغ طوله 6 قدم 9 بوصة (2.1 م). لعب مع نادي بانلفسينياكوس لكرة السلة ونادي إكاروس كاليثيا لكرة السلة.

## روابط خارجية
- سوتيريس كاتوفاس على موقع كرة السلة الأوروبية.كوم (الإنجليزية)
- سوتيريس كاتوفاس على موقع DraftExpress.com (الإنجليزية)
- سوتيريس كاتوفاس على موقع ريلجم (الإنجليزية)
- سوتيريس كاتوفاس على موقع بروبوليرز (الإنجليزية)